# Livre XII des Fables de La Fontaine
Le Livre XII des Fables de La Fontaine constitue le troisième recueil des Fables publié en 1694, quelques mois avant la mort de l'auteur.
Il est dédié au duc de Bourgogne, petit-fils du roi.

## Liste des fables
- Les Compagnons d'Ulysse
- Le Chat et les Deux Moineaux
- Du thésauriseur et du singe
- Les Deux Chèvres
- Le Vieux Chat et la Jeune Souris
- Le Cerf malade
- La Chauve-souris, le Buisson et le Canard
- La Querelle des chiens et des chats, et celle des chats et des souris
- Le Loup et le Renard
- L'Écrevisse et sa fille
- L'Aigle et la Pie
- Le Milan, le Roi et le Chasseur
- Le Renard, les Mouches et le Hérisson
- L'Amour et la Folie
- Le Corbeau, la Gazelle, la Tortue et le Rat
- La Forêt et le Bûcheron
- Le Renard, le Loup et le Cheval
- Le Renard et les Poulets d'Inde
- Le Singe
- Le Philosophe scythe
- L'Éléphant et le Singe de Jupiter
- Un fou et un sage
- Le Renard anglais
- Daphnis et Alcimadure
- Philémon et Baucis
- La Matrone d'Éphèse
- Belphégor
- Les Filles de Minée
- Le Juge arbitre, l'Hospitalier et le Solitaire

## Sources
- J GRIMM, « Le livre XII des Fables de La Fontaine - somme d'une vie, somme d'un siècle ? », Romanistisches Jahrbuch, vol. 39,‎ 1988, p. 73–82 (ISSN 0080-3898, lire en ligne, consulté le 13 avril 2024)